# Yeo Woon-kay
Yeo Woon-kay (여운계?, 呂運計?, Yeo Un-gyeLR, Yŏ Un'gyeMR; Suwon, 25 febbraio 1940 – Incheon, 22 maggio 2009) è stata un'attrice sudcoreana.
Iniziò a recitare alle scuole superiori e si fece conoscere nel corso degli anni Cinquanta e Sessanta per le sue apparizioni al Daehakgeuk, un teatro amatoriale per studenti. Dopo essersi laureata in letteratura all'Università della Corea, nel 1962 entrò in una troupe teatrale; poi passò alla televisione, interpretando ruoli da nonna sin dai suoi vent'anni. Nel 2007 le venne diagnosticato un cancro ai reni, che si estese in un secondo momento anche ai polmoni. A maggio 2009 venne ricoverata in terapia intensiva all'Incheon Catholic Medical Center, dove spirò il 22 maggio. Ricevette due Premi alla carriera ai KBS Drama Award, uno nel 2000 e uno postumo nel 2009.

## Filmografia

### Cinema
- Wijaryo (위자료?), regia di Kim Su-yong (1971)
- Saranghaneun adeul ttar-a (사랑하는 아들 딸아?), regia di Jung In-yeop (1972)
- Neukdae-wa go-yang-ideul (늑대와 고양이들?), regia di Park Jong-ho (1972)
- Seog-yang-ui 1beon-ga (석양의 10번가?), regia di Kang Dae-jin (1979)
- Dallyeora Manseog-a (달려라 만석아?), regia di Kim Su-yong (1980)
- Su-akjir-yeosa (순악질여사?), regia di Kim Su-yong (1980)
- Oneulbam-eun cham-euse-yo (오늘밤은 참으세요?), regia di Park Jong-ho (1981)
- Manchu (만추?), regia di Kim Su-yong (1982)
- Jjalb-eun po-ong gin ibyeol (짧은 포옹 긴 이별?), regia di Moon Yeo-song (1984)
- Yeon-indeul (연인들?), regia di Moon Yeo-song (1984)
- Gochubat-e yangbaechu (고추밭에 양배추?), regia di Lee Mi-rye (1985)
- Neo-wa na-ui bimir-ilgi (너와 나의 비밀일기?), regia di Park Tae-yeong (1987)
- Geunyeo-wa-ui majimak chum-eul (그녀와의 마지막 춤을?), regia di Kim Eung-cheon (1988)
- Honjadoneun baramgaebi (혼자도는 바람개비?), regia di Han Myeong-joong (1991)
- Byeor-i binnaneun bam-e (별이 빛나는 밤에?), regia di Seo Yun-mo (1991)
- Eonjena makchareul tago oneun saram (언제나 막차를 타고 오는 사람?), regia di Kim Hyuk (1992)
- Seombang-eseo haneulkkaji (섬강에서 하늘까지?), regia di Yoo Jin-seon (1992)
- Mongjung-in (몽중인?), regia di Lee Kyung-young (2002)
- Mapado (마파도?), regia di Choo Chang-min (2005)
- Jeo haneur-edo seulpeum-i (저 하늘에도 슬픔이?), regia di Han Myeong-gu (2007)
- Mapado 2 (마파도 2?), regia di Choo Chang-min (2007)

### Televisione
- Dae Jang-geum (대장금?) – serie TV (2003-2004)
- Paramanjang Miss Kim 10eok mandeulgi (파란만장 미스 김 10억 만들기?) – serie TV (2004)
- Bullyang jubu (불량주부?) – serie TV (2005)
- Nae ireum-eun Gim Sam-sun (내 이름은 김삼순?) – serie TV (2005)
- Jamaebada (자매바다?) – serie TV (2005-2006)
- Bullyang gajok (불량가족?) – serie TV (2006)
- Hello! Aegissi (헬로 애기씨?) – serie TV (2007)
- Jjeon-ui jeonjaeng (쩐의 전쟁?) – serie TV (2007)
- Wanggwa na (왕과 나?) – serie TV (2007-2008)